# Sergio Gómez
Sergio Gómez Martín, född 4 september 2000 i Badalona, Spanien, är en spansk fotbollsspelare som spelar för Real Sociedad i La Liga.